# Maja Siegenthaler
Maja Siegenthaler (Spiez, 11 de noviembre de 1992) es una deportista suiza que compite en vela en la clase 470. Ganó una medalla de bronce en el Campeonato Europeo de 470 de 2021.

## Palmarés internacional
| \| Campeonato Europeo \| Campeonato Europeo \| Campeonato Europeo \| Campeonato Europeo \| \| Año \| Lugar \| Medalla \| Clase \| \| ------------------ \| -------------------- \| ------------------ \| ------------------ \| \| 2021 \| Vilamoura (Portugal) \| Medalla de bronce \| 470 \| |                      |                   |       |
| Campeonato Europeo |                      |                   |       |
| Año | Lugar                | Medalla           | Clase |
| 2021 | Vilamoura (Portugal) | Medalla de bronce | 470   |